# Maladera basalis
Maladera basalis är en skalbaggsart som beskrevs av Moser 1915. Maladera basalis ingår i släktet Maladera och familjen Melolonthidae. Inga underarter finns listade i Catalogue of Life.